# Lipia Góra (województwo wielkopolskie)
Lipia Góra (niem. Lindenwerder) – wieś w Polsce położona w województwie wielkopolskim, w powiecie chodzieskim, w gminie Szamocin.
W latach 1975–1998 miejscowość administracyjnie należała do województwa pilskiego.

## Zabytki
W Lipiej Górze znajduje się kościół poewangelicki obecnie filialny pw. Wniebowzięcia NMP, należący do parafii Jaktorowo. W zespole kościoła zabytkami są:
- Budynek kościoła
- Dwa cmentarze ewangelickie[3]
- Ogród plebański
- dawna pastorówka, ob. budynek mieszkalny.

Poza terenem kościoła, przy drodze do Jaktorowa, znajduje się cmentarz staroluterański, również zabytkowy.